# حساسية الفول السوداني
حساسية الفول السوداني (بالإنجليزية: Peanut allegry)‏، هي نوع من أنواع حساسية الطعام تجاه الفول السوداني. وهي تختلف عن حساسية الجوز، لأن الفول السوداني من البقوليات وليس المكسرات الحقيقية. يمكن أن تشمل الأعراض الجسدية لرد الفعل التحسسي الحكة، الشرى، التورم، الأكزيما، العطس، نوبات الربو، ألم البطن، هبوط في ضغط الدم، الإسهال والسكتة القلبية. قد تحدث الحساسية المفرطة. أولئك الذين لديهم تاريخ من الإصابة بالربو هم أكثر عرضة للإصابة بشدة.
ويرجع ذلك إلى تفاعل فرط الحساسية من النوع الأول للجهاز المناعي لدى الأفراد المعرضين للإصابة. يتم التعرف على الحساسية «كواحدة من أشد الحساسية الغذائية بسبب انتشارها واستمرارها وشدة رد الفعل التحسسي المحتملة».
يمكن تحقيق الوقاية جزئيًا من خلال الإدخال المبكر للفول السوداني إلى الوجبات الغذائية للنساء الحوامل والرضع. العلاج الرئيسي للحساسية المفرطة هو حقن الأدرينالين.

## الأعراض
أعراض حساسية الفول السوداني عادة ما تحدث حساسية الفول السوداني في غضون دقائق بعد التعرض له. ويمكن أن تشمل أعراض الحساسية ما يلي:
- تفاعلات جلدية مثل الشرى Urticaria أو الاحمرار أو التورم.
- الشعور بالحكة أو الوخز في الفم والحلق أو حولهما.
- مشكلات الهضم مثل الإسهال أو تقلصات المعدة أو الغثيان أو القيء.
- ضيق الحلق.
- ضيق التنفس أو الأزيز.
- هبوط في الضغط.
- رشح الأنف.[5]

## الأسباب
سبب حساسية الفول السوداني هو خلل بالجهاز المناعي حيث يفسر وجود بروتين الفول السوداني على انه جسم ضار وغريب يقوم بمقاومته وعمل اجسام مضادة تقاومه في كل مره يتم تناوله بها. هناك بعض المسببات غير المباشرة مثل استنشاق الغبار الذي يحتوي على طلع الفول السوداني أو عن طريق التعرض للفول السوداني اثناء المعالجة دون علم المصاب.

## العلاج
لا يوجد هناك علاج لهذه الحساسيّة، الطريقة الوحيدة لتجنّبها هي الابتعاد عن الفول السوداني قدر الإمكان وبكلّ الطرق، فبالإضافة إلى عدم تناول الفول السوداني، عليك أن تكون حريصاً على قراءة قائمة مكوّنات أيّ نوع طعام تخطّط لتناوله لتتأكّد بأنّها تخلو من هذا المكوّن. ولأنّ هذا النوع من الحساسيّة شائع غالباً، فإنّ الشركات المصنّعة للأطعمة تساعدك عادة في هذه المهمّة عن طريق إضافة ملصقات تحتوي على عبارات واضحة على المنتجات مثل: «قد يحتوي هذا المنتج على البندق»، «أنتج في منشأة تُصنِّع البندق أيضاً».